# Аландские острова и Европейский союз
Аландские острова и Европейский союз (швед. Åland och Europeiska unionen) — особенности применения соглашений Европейского союза на территории Аландских островов.
По «Закону о самоуправлении» внешняя политика не относится к юрисдикции Аландов и реализуется центральной государственной властью Финляндии в равной мере для всей страны. Но, несмотря на это, Аланды могут влиять на заключение международных договоров, которые содержат постановления в областях, попадающих под юрисдикцию Аландских островов. Один из пунктов «Закона о самоуправлении» содержит постановление, что в случае заключения Финляндией международных договоров, необходимо согласие Лагтинга, чтобы он имел силу и на Аландских островах.
В 1995 году, когда Финляндия входила в Европейский союз, потребовалось формальное согласие парламента Аландских островов, которое было получено лишь после проведения на Аландах регионального референдума. Взаимоотношения Аландов с законодательством Европейского союза регулируются особым протоколом, по которому, к примеру, Аландские острова не вошли в налоговый союз ЕС. Кроме того, протокол подтверждает исключения в правилах покупки недвижимости и ведения экономической деятельности на Аландах. Этот протокол содержит также упоминание об особом статусе Аландских островов как субъекта международного права и ведения экономической деятельности на Аландах.